# Callopistria grassei
Callopistria grassei är en fjärilsart som beskrevs av François Louis Nompar de Caumont de Laporte 1970. Callopistria grassei ingår i släktet Callopistria och familjen nattflyn. Inga underarter finns listade i Catalogue of Life.